# Hermann Hoppe
Hermann Hoppe (* 15. Juni 1865 in Hirschberg, Niederschlesien; † 2. November 1921 ebenda) war ein deutscher Goldschmied und Schriftsteller. 

## Leben
Hoppe entstammte einer alteingesessenen Familie in Hirschberg. Sein Vater war Goldschmied und Hoppe übernahm nach entsprechender Ausbildung das väterliche Geschäft. Zeit seines Lebens blieb Hoppe seinem Beruf treu und veröffentlichte mit den Jahren einige Theaterstücke, Romane und Erzählungen. Im Alter von 56 Jahren starb Hermann Hoppe am 2. November 1921 in Hirschberg und fand dort seine letzte Ruhestätte.

## Werke
- Berggeister. Riesengebirgsmärchen in einem Akte. Verlag, Leipelt 1905.
- Der Dorftyrann. Bauernkomödie aus den schlesischen Gebirge. 2. Aufl. Heege-Verlag, Schweidnitz 1911.
- Der erste Ball. Lustspiel. 1900.
- Gundermann. Roman aus dem Riesengebirge. Heege-Verlag, Schweidnitz 1908.
- Kenn’ Kunde! Kenn’! Handwerksburschen. Roman. 1914.
- Das Stahlwerk. Roman. 1915.
- Von schlesischen Bergen und Menschen. Erzählungen und Gedichte. Heege-Verlag, Schweidnitz 1913.
- Weltende. Roman.Verlag L. Heege, Schweidnitz, 1911.